# Satoshi Ōmura
Satoshi Ōmura 大村智, född 12 juli 1935 i Yamanashi prefektur, är en japansk biokemist och mikrobiolog. Han tilldelades Nobelpriset i fysiologi eller medicin 2015 tillsammans med William C. Campbell för "deras upptäckter rörande en ny terapi mot infektioner orsakade av parasitmaskar". Ōmura och Campbell delade på hälften av prissumman med Tu Youyou. Ōmura och Campbell har upptäckt antibiotikumet Avermectin som vidareutvecklats till Ivermectin som radikalt har minskat förekomsten av flodblindhet och lymfatisk filariasis (elefantiasis). Läkemedlet har även visat sig vara effektivt mot flera andra parasitsjukdomar.
Satoshi Ōmura har två doktorsexamina, en i farmaceutisk vetenskap 1968 från Tokyos universitet och en i kemi från Tokyo University of Science 1970. Mellan 1965 och 1971 forskade han vid Kitasato Institute och mellan 1971 och 2007 var han professor vid Kitasato University. Sedan 2007 är han professor emeritus vid samma universitet.